# Pseudophilautus leucorhinus
Pseudophilautus leucorhinus és una espècie extinta de granota que va viure a Sri Lanka.